# Jimena Antelo
María Jimena Antelo Telchi (Santa Cruz de la Sierra, 4 de julio de 1972) es una ingeniera comercial, periodista y presentadora de televisión boliviana

## Biografía
Jimena Antelo nació un 4 de julio de 1972 en la ciudad de Santa Cruz de la Sierra. Es hija de Roger Antelo De Barneville y de María Beatriz Telchi. Comenzó sus estudios escolares en 1978, saliendo bachiller el año 1990 en su ciudad natal. Pero cabe mencionar que en 1988 y siendo apenas una adolescente de 16 años de edad para esa época, Jimena Antelo se embarazó de su primer hijo (Fernando Elío Antelo), el cual nacería al año siguiente el 4 de mayo de 1989.
En una entrevista otorgada al periódico cochabambino "Opinión", Jimena Antelo se refería a la relación amorosa que tuvo con su primera pareja indicando lo siguiente:

"Era muy joven para mantener un matrimonio así. A los dos años (en 1990), me divorcié. Realmente fue una época difícil para mi, tenía la responsabilidad de criar y mantener a mi hijo yo sola. Aunque fue difícil, pero lo logré"
Periodista Jimena Antelo Telchi (7 de octubre de 2018).

Jimena continuaría con sus estudios profesionales, graduándose como ingeniera comercial con especialización en periodismo en España en 1996.

### Ingreso a la televisión
Jimena Antelo ingresó a la televisión boliviana en el año 1993, trabajando en el canal Red Bolivisión, donde permaneció por un tiempo de 5 años hasta 1998. Debutó en el programa STYLO de Max Tórrez Garay  y apareció en los promos de  Canal 4 Galavisión de Santa Cruz de la Sierra Ese mismo año pasó a trabajar a la Red ATB. 
En 1995, Jimena Antelo conocería a su segunda pareja de nombre Diego Ascarrunz Pacheco. El año 2000, ya a sus 28 años, Jimena se embarazaría de su segundo hijo (Diego Ascarrunz Antelo). 
En 2003, después de 3 años, Jimena deja la Red ATB, y pasa a trabajar en la Red Unitel, donde permaneció durante un largo periodo de tiempo de 9 años (casi una década) realizando la mayor parte de su carrera periodística en dicha red televisiva hasta el año 2012. En el mismo canal, Antelo fue la conductora del programa de debate político denominado "El Abogado del Diablo".
El año 2010 Jimena Antelo decide divorciarse de su segunda pareja Diego Ascarrunz Pacheco y al año siguiente en 2011 conoce a su tercera pareja el reconocido periodista montereño José Pomacusi (1966) con el cual comienza una relación amorosa de concubinato.
En 2012, Jimena rescindió contrato con la Red Unitel pero sin embargo ese mismo año, Pomacusi invita a trabajar a Jimena Antelo en su propio programa denominado "No Mentiras" de reciente fundación y el cual es emitido por la Red PAT. Jimena Antelo empezó a conducir dicho programa nocturno en reemplazo de la periodista Sissi Añez (1977), expareja de Pomacusi. 
El año 2013, incursionó en la radio con su programa Fama, Poder y Ganas. Cabe mencionar que Jimena Antelo envió a su hijo mayor (Fernando Elío Antelo) a estudiar una carrera profesional en la ciudad de Santiago de Chile. El 5 de diciembre de 2014, su primogénito se título como ingeniero civil industrial de la Universidad Chilena Diego Portales. Desde 2012 hasta 2014 su hijo mayor estuvo enamorando con Daniela Roca Cronembold (1989) con la cual finalmente contraería matrimonio el 7 de julio de 2014 a sus 25 años. Fruto de esa relación, el 15 de enero de 2015 nació Catalina, nieta de Jimena Antelo, quien se convirtió ya en abuela con apenas 43 años de edad.